# ۸۱۶ (خورشیدی)
۸۱۶ هشتصد و شانزدهمین سال هجری خورشیدی است.